# Ihor Oshchypko
Ihor Oshchypko (en ukrainien, Ощипко Ігор Дмитрович) est un footballeur ukrainien, né le 25 octobre 1985 à Serafintsy. Il évolue au poste d'arrière gauche au Botev Plovdiv.

## Palmarès
Vierge